# Góra św. Anny (Kraków)
Góra św. Anny – zakończenie północnego grzbietu Solnika. Wznosi się w Bodzowie w Dzielnicy VIII Dębniki w Krakowie. Pod względem geograficznym przynależy do Pomostu Krakowskiego w obrębie makroregionu Bramy Krakowskiej.
Północne stoki Góry św. Anny opadają do doliny Wisły, zboczami północno-zachodnimi biegnie ulica Widłakowa, południowo-wschodnimi ulica Bodzowska. U podnóży i na dolnej części zboczy znajdują się zabudowania Bodzowa. Górne partie wzniesienia porasta las, ale sam szczyt jest trawiasty i kamienisty. 